# Aerosphere
Aerosphere sind Luftschiffe, die vor allem durch ihre ungewöhnliche Kugelform auffallen. Sie werden von der US-amerikanischen Firma Cyber Defense Systems bzw. Techsphere Systems International vertrieben.
Bei den Aerosphere-Luftschiffen befinden sich die Motoren links und rechts am Äquator der Kugel, wobei auch mehr als zwei Triebwerke möglich sind. Die Nutzlast hängt unten. Als Antrieb stehen Elektro- und Verbrennungsmotorsysteme zur Verfügung.

## Entwicklung
Das Konzept des ballförmigen Luftschiffs wurde bereits vor einiger Zeit von Hokan Colting, und seiner Firma 21st Century Airships, Inc. entwickelt. 
Am 12. Juni 2003 stiegen Hokan Colting und sein Kopilot Tim Busszwei mit einem AeroSphere SA-60-Schiff auf 6234 m und stellten damit einen neuen absoluten FAI-Weltrekord für Luftschiffe auf. Sie überboten den alten Rekord des Heißluft-Luftschiffes Boland Rover A-2 aus dem Jahr 1988 um 1175 m, wurden jedoch am 13. Dezember 2004 von eben jenem A-2 wieder geschlagen, welches den neuen Rekord auf 6614 m setzte. Militärluftschiffe hatten bereits im Ersten Weltkrieg noch größere Höhen erreicht. Diese Rekorde sind jedoch nicht von der FAI anerkannt. 
Die Kugel des SA-60 hat einen Durchmesser von 18,9 m (62 ft). Für den Antrieb sorgen zwei 59 kW (80 PS) Benzinmotoren, die schwenkbar angeordnet sind. Die Luftschrauben haben einen Durchmesser von 1,14 m (45 in). Eine dritte Luftschraube war am „Heck“ angeordnet. Sie blies jedoch nur Luft gegen den Ballon, um einen Strömungsabriss der umströmenden Luft zu verhindern. Die Motoren sind auf Metallringen angebracht, die von Klettverschlüssen an der Hülle gehalten werden.
Techsphere Systems International LLC hat die Rechte zur Produktion und Vermarktung dieses Konzepts gekauft. Anfang Juli 2004 fanden nahe Washington weitere Testflüge einer bemannten AeroSphere statt.
Es ist geplant eine unbemannte Version zu entwickeln, die als Höhenplattform Sensoren oder Telekommunikationseinrichtungen in 20 km Höhe tragen und dort mehrere Tage verweilen kann.